# Belbo
Le Belbo est un cours d'eau du Piémont. Long de 95 km, il est l'un des principaux affluents de la rive droite du Tanaro.

## Géographie
Après avoir pris sa source près de Montezemolo, le Belbo traverse les provinces de Coni, d'Asti et d'Alexandrie. Il se jette dans le Tanaro en amont d'Alexandrie.

## Régime hydrologique

### Débit moyen
Source : AA.VV., Piano di tutela della acque - Allegato tecnico II.h/1 Bilancio delle disponibilita' idriche naturali e